# Arapoviće
Arapoviće (en serbe cyrillique : Араповиће) est un village de Serbie situé dans la municipalité de Tutin, district de Raška. Au recensement de 2011, il comptait 48 habitants.

## Démographie
| 1948 | 1953 | 1961 | 1971 | 1981 | 1991 | 2002 | 2011 |
| ---- | ---- | ---- | ---- | ---- | ---- | ---- | ---- |
| 190  | 212  | 255  | 164  | 185  | 160  | 61   | 48   |

|  |